# Optima Seaways
Die Optima Seaways ist eine RoPax-Fähre der Reederei DFDS.

## Geschichte
Die Fähre des Typs NAOS P129 wurde unter der Baunummer 185 auf der Visintini-Werft in Italien für eine italienische Reederei gebaut. Die Kiellegung fand am 25. Juni 1997, der Stapellauf am 19. Dezember 1998 statt. Das Schiff wurde am 30. Juni 1999 abgeliefert. Es kam als Alyssa in Charter der tunesischen Reederei Cotunav in Fahrt und verkehrte zwischen Tunesien und Frankreich bzw. Italien. 2002 wurde es an die spanische Reederei Trasmediterránea verchartert und ab März des Jahres zwischen Barcelona und Palma eingesetzt. Im Mai 2001 wechselte es für eine kurze Zeit auf die Strecke zwischen Valencia und Palma.
Wenige Wochen später wurde das Schiff an die schwedische Reederei Stena Line verchartert, die das in Svealand umbenannte Schiff zwischen Göteborg und Travemünde einsetzte. Bereits nach einem Tag wurden die Propeller des Schiffs bei einer Grundberührung beschädigt, woraufhin das Schiff repariert werden musste. Ab Ende Juli 2001 verkehrte die Fähre für Scandlines zwischen Trelleborg und Travemünde. Im April 2003 wechselte sie auf die Verbindung zwischen Kiel und Klaipėda. Im August 2004 wurde die Fähre verkauft, fuhr aber weiter in Charter von Scandlines zwischen Kiel und Klaipėda. 2006 fuhr das Schiff für einige Monate in Charter der Reederei TT-Line zwischen Trelleborg und Travemünde. Währenddessen wurde es an Lisco Baltic Service verkauft. Das in Lisco Optima umbenannte Schiff wurde weiter in der Ostsee eingesetzt und verkehrte zwischen Kiel und Klaipėda bzw. zwischen Karlshamn und Klaipėda.
Im April 2012 wurde es in Optima Seaways umbenannt. Im ersten Halbjahr des Jahres 2020 verkehrte die Fähre zwischen Paldiski und Kapellskär, kehrte danach aber wieder auf die Strecke zwischen Karlshamn und Klaipėda zurück. Ab Januar 2021 wird sie infolge des Brexit zur Umgehung des Vereinigten Königreichs für Lkw-Transporte immer wieder zeitweise zwischen Dunkerque und Rosslare eingesetzt.

## Technische Daten und Ausstattung
Die Fähre wird von zwei MAN/B&W-Dieselmotoren des Typs 9L48/60 mit jeweils 9450 kW Leistung angetrieben. Die Motoren wirken über Getriebe auf zwei Verstellpropeller. Das Schiff wurde im Frühjahr 2014 mit einem Scrubber zur Abgasnachbehandlung nachgerüstet. Das Schiff ist mit drei Bugstrahlrudern ausgestattet.
Das Schiff verfügt über drei Ro-Ro-Decks. Diese sind über eine Rampe am Heck des Schiffes zugänglich, die direkt auf das Ro-Ro-Deck auf dem Hauptdeck führt. Vom Hauptdeck aus ist das darunter liegende Ro-Ro-Deck über eine Rampe zugänglich. Diese ist verschließbar, so dass zusätzliche Fläche auf dem Hauptdeck zur Verfügung steht. Auf der Backbordseite befindet sich eine von der Heckrampe aus zugängliche Rampe im Schiff, die auf das über dem Hauptdeck liegende Ro-Ro-Deck führt. Die Ro-Ro-Decks auf dem Hauptdeck und dem darunter liegenden Deck sind vollständig geschlossen. Das darüberliegende Ro-Ro-Deck ist zu einem großen Teil von den Decksaufbauten überbaut. Der hintere Teil des Decks ist nach oben offen.
Oberhalb der Ro-Ro-Decks befinden sich zwei Decks mit den Einrichtungen für die Passagiere. Auf dem unteren der beiden Decks befinden sich die öffentlichen Bereiche unter anderem mit einem Selbstbedienungsrestaurant, Bars und einem kleinen Shop. Im hinteren Bereich dieses Decks befindet sich ein Raum mit den Ruhesesseln sowie dahinter ein Teil der Passagierskabinen. Auf dem oberen der beiden Decks befinden sich weitere Passagierskabinen sowie im hinteren Bereich ein offenes Deck. An Bord stehen 72 Ruhesessel sowie 252 Betten in Kabinen zur Verfügung, so dass 324 Passagiere untergebracht werden können.
Auf dem darüberliegenden Deck befindet sich im vorderen Bereich die Kommandobrücke. Sie ist über die gesamte Breite geschlossen. Zur besseren Übersicht bei An- und Ablegemanövern und dem Navigieren in engen Fahrwassern geht sie etwas über die Schiffsbreite hinaus. Dahinter befinden sich Bereiche mit Einrichtungen für die Schiffsbesatzung.
Das Schiff ist mit zwei Flossenstabilisatoren ausgerüstet.